# Pseudoterpna viridimelaina
Pseudoterpna viridimelaina là một loài bướm đêm trong họ Geometridae.